# 艾涅维尔 (卡尔瓦多斯省)
艾涅维尔（法語：Aignerville，法語發音：[ɛɲɛʁvil] ⓘ）是法国卡尔瓦多斯省的一个旧市镇，属于巴约区。</ref>2017年，艾涅维尔与临近的3个市镇合并为新市镇福尔米尼拉巴塔耶。

## 地理
艾涅维尔（49°19'57"N, 0°55'8"W）面积4.35 平方千米，位于法国诺曼底大区卡爾瓦多斯省，该省份为法国西北部沿海省份，北濒大西洋英吉利海峡，东北与滨海塞纳省以海上边界相接，东临厄尔省，南至奧恩省，西与芒什省接壤。
与艾涅维尔接壤的市镇（或旧市镇、城区）包括：贝桑地区阿涅尔、埃克拉姆维尔、福尔米尼、特雷维耶尔。

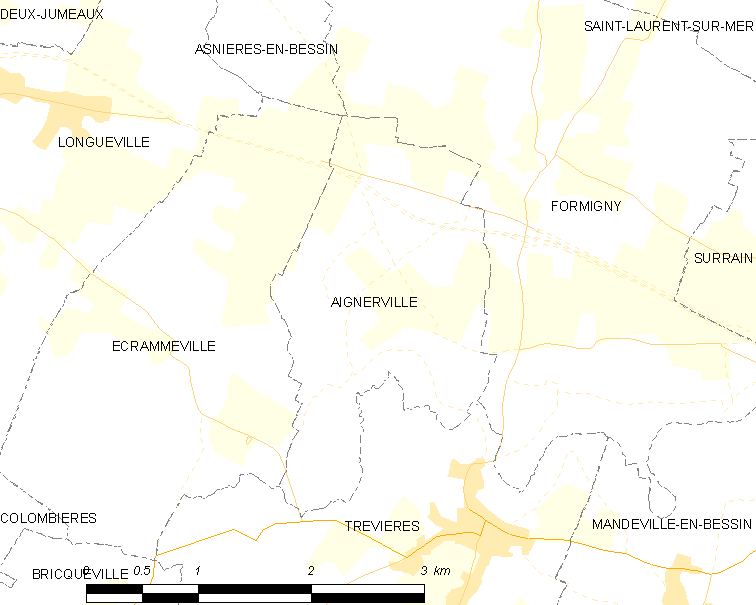
的OSM定位图

艾涅维尔的时区为UTC+01:00、UTC+02:00（夏令时）。

## 行政
艾涅维尔的邮政编码为14710，INSEE市镇编码为14004。

## 政治
艾涅维尔所属的省级选区为特雷维耶尔县。

## 人口

1962-2008年间人口变化图示

艾涅维尔于2018年1月1日时的人口数量为204人。